# Chapelle-des-Bois
Pour les articles homonymes, voir Chapelle (homonymie).
Ne doit pas être confondu avec Chapelle des Buis.
Chapelle-des-Bois est une commune française située dans le département du Doubs, la région culturelle et historique de Franche-Comté et la région administrative Bourgogne-Franche-Comté. Elle fait partie de la région culturelle et historique de Franche-Comté.
Ses habitants se nomment les Chapelands et Chapelandes.

## Géographie
Chapelle-des-Bois est la commune située la plus au sud du département du Doubs, elle est limitrophe du département du Jura et de la Suisse (canton de Vaud). La commune est frontalière avec la commune suisse de Chenit et fait partie du Parc naturel régional du Haut-Jura. Elle est traversée par la RD 46.

Avec 1090 m d'altitude, Chapelle-des-Bois est une des communes les plus élevées du département.

### Climat
Pour des articles plus généraux, voir Climat de la Bourgogne-Franche-Comté et Climat du Doubs.
En 2010, le climat de la commune est de type climat de montagne, selon une étude du Centre national de la recherche scientifique s'appuyant sur une série de données couvrant la période 1971-2000. En 2020, Météo-France publie une typologie des climats de la France métropolitaine dans laquelle la commune est exposée à un climat de montagne ou de marges de montagne et est dans la région climatique  Jura, caractérisée par une forte pluviométrie en toutes saisons (1 000 à 1 500 mm/an), des hivers rigoureux et un ensoleillement médiocre. 
Pour la période 1971-2000, la température annuelle moyenne est de 6,1 °C, avec une amplitude thermique annuelle de 15,7 °C. Le cumul annuel moyen de précipitations est de 1 938 mm, avec 12,9 jours de précipitations en janvier et 11,1 jours en juillet. Pour la période 1991-2020, la température moyenne annuelle observée sur la station météorologique de Météo-France la plus proche, « Mouthe », sur la commune de Mouthe à 14 km à vol d'oiseau, est de 6,9 °C et le cumul annuel moyen de précipitations est de 1 677,4 mm. 
La température maximale relevée sur cette station est de 36 °C, atteinte le 1er juillet 1952 ; la température minimale est de −36,7 °C, atteinte le 13 janvier 1968,,. 
Les paramètres climatiques de la commune ont été estimés pour le milieu du siècle (2041-2070) selon différents scénarios d'émission de gaz à effet de serre à partir des nouvelles projections climatiques de référence DRIAS-2020. Ils sont consultables sur un site dédié publié par Météo-France en novembre 2022.

## Urbanisme

### Typologie
Au 1er janvier 2024, Chapelle-des-Bois est catégorisée commune rurale à habitat très dispersé, selon la nouvelle grille communale de densité à 7 niveaux définie par l'Insee en 2022.
Elle est située hors unité urbaine et hors attraction des villes,.

### Occupation des sols
L'occupation des sols de la commune, telle qu'elle ressort de la base de données européenne d’occupation biophysique des sols Corine Land Cover (CLC), est marquée par l'importance des forêts et milieux semi-naturels (75,8 % en 2018), une proportion sensiblement équivalente à celle de 1990 (75,9 %). La répartition détaillée en 2018 est la suivante : 
forêts (75,8 %), prairies (20,6 %), zones humides intérieures (2,5 %), zones urbanisées (0,8 %), eaux continentales (0,3 %). L'évolution de l’occupation des sols de la commune et de ses infrastructures peut être observée sur les différentes représentations cartographiques du territoire : la carte de Cassini (XVIIIe siècle), la carte d'état-major (1820-1866) et les cartes ou photos aériennes de l'IGN pour la période actuelle (1950 à aujourd'hui).

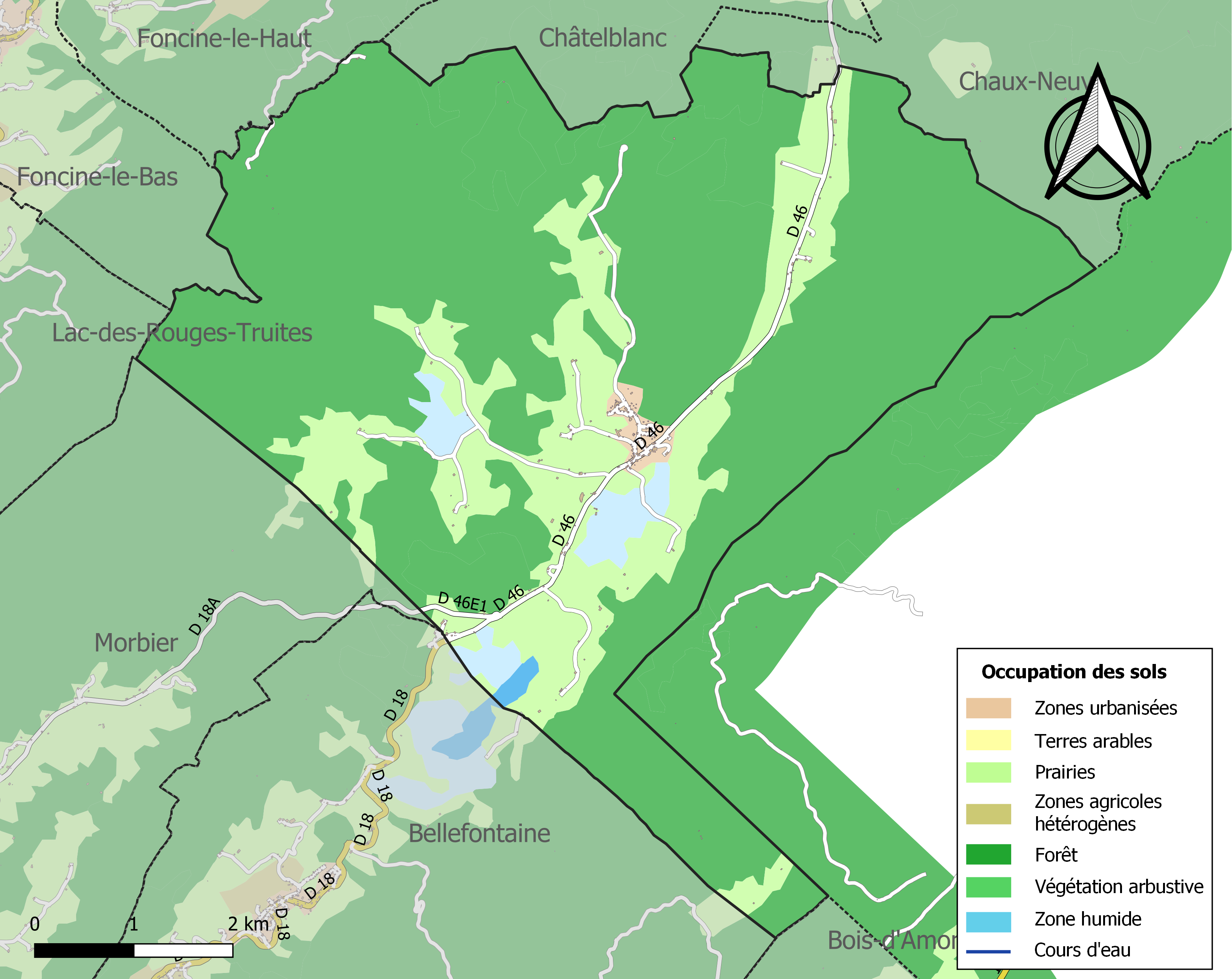
Carte des infrastructures et de l'occupation des sols de la commune en 2018 (CLC).

## Toponymie
Champion en 1632 ; Chapelle-des-Bois depuis 1645.

## Histoire

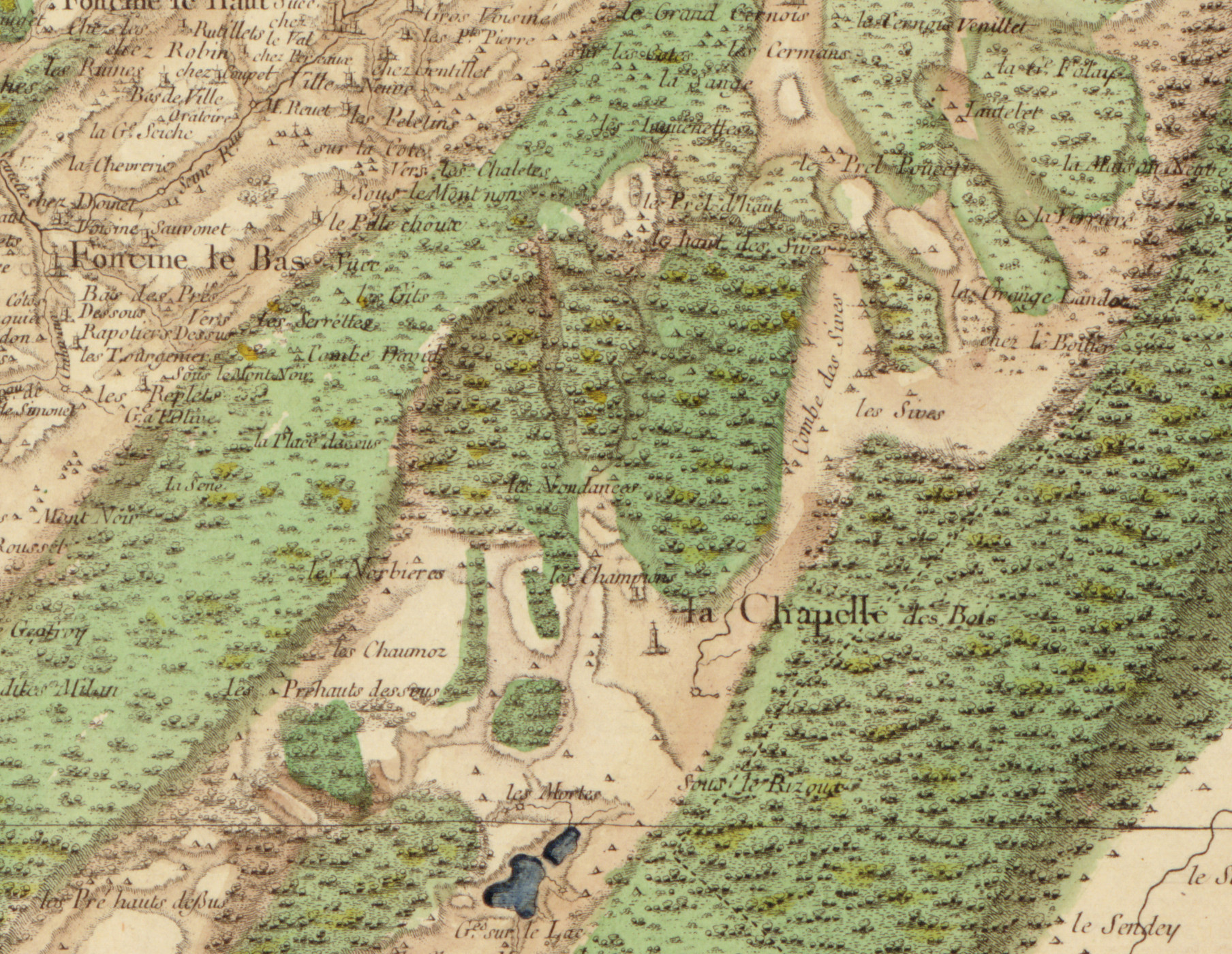
Carte de Cassini.

## Politique et administration
| Période                                  | Période                     | Identité                                           | Étiquette | Qualité     |
| ---------------------------------------- | --------------------------- | -------------------------------------------------- | --------- | ----------- |
| 1995                                     |                             | Pierre-Auguste Bourgeois                           |           |             |
| mars 2014                                | En cours (au 1er juin 2020) | Elisabeth Greusard Réélue pour le mandat 2020-2026 | SE        | Professeure |
| Les données manquantes sont à compléter. |                             |                                                    |           |             |

## Une bataille de la seconde guerre mondiale à la Combe des Cives
Le 30 août 1944 a eu lieu un combat pour la libération de la France à 3 km à la sortie du village : La Combe des Cives. Un engagement entre maquisards issus des Maquis de l'Ain et du Haut-Jura, le camp Roland-Gao, des jeunes essentiellement de la région de Nantua/Oyonnax contre une unité allemande de la 11e panzer division. L'engagement va durer plusieurs heures et tournera à l'avantage des résistants français. Les pertes allemandes sont sévères.
L'accrochage a lieu sur la route D 46 à proximité de Chez-Buffard (il reste des traces de balles en façade de la ferme). La colonne allemande est stoppée nette par des tirs de FM et de mitrailleuses maquisardes provenant des bois en face à environ 300 m de la route. Les murets de pierres qui séparent les champs de la Combes sont une aide précieuse pour ces Petits enfants de la France pour avancer à découvert puis se cacher derrière. Une torpille de bazooka atteint un camion rempli de munition. Certains soldats allemands essaient de fuir en grimpant dans la forêt derrière eux, la frontière suisse étant à deux pas. Les douaniers suisses assistaient depuis un belvédère à ce combat.
D'autres accrochages ont lieu simultanément à Bellefontaine et La Combe de Morbier. Ce sont les derniers. La région se libère début septembre. La résistance se termine, mais la guerre n'est pas finie.
Chaque année, le dernier week-end d'août a lieu une petite cérémonie au monument de la Chapelle des Bois à la mémoire de ceux qui sont tombés dans ce combat.

## Démographie

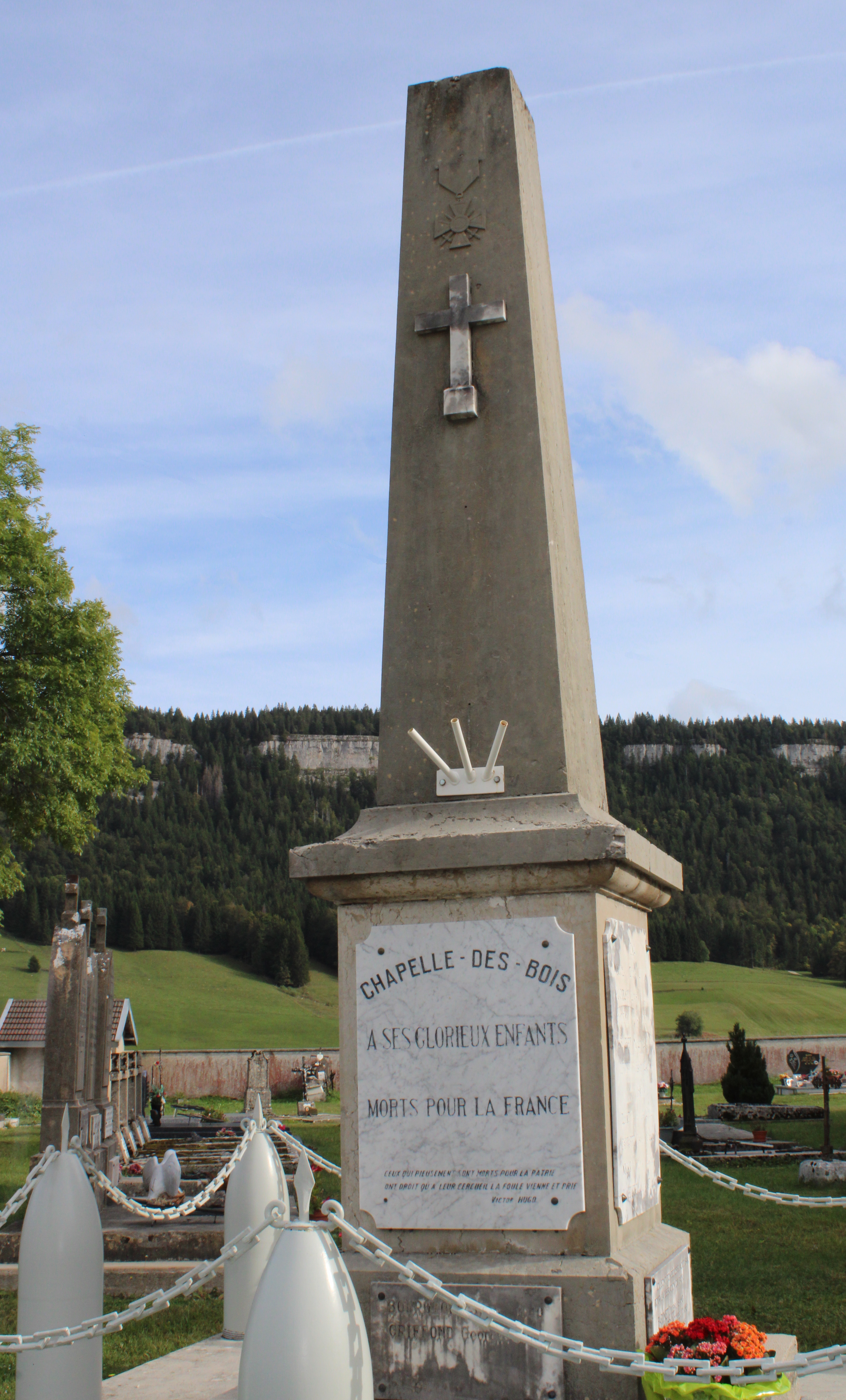
Le monument aux morts.

L'évolution du nombre d'habitants est connue à travers les recensements de la population effectués dans la commune depuis 1793. Pour les communes de moins de 10 000 habitants, une enquête de recensement portant sur toute la population est réalisée tous les cinq ans, les populations de référence des années intermédiaires étant quant à elles estimées par interpolation ou extrapolation. Pour la commune, le premier recensement exhaustif entrant dans le cadre du nouveau dispositif a été réalisé en 2004.

En 2022, la commune comptait 259 habitants, en évolution de +2,37 % par rapport à 2016 (Doubs : +1,88 %, France hors Mayotte : +2,11 %).
| 1793 | 1800 | 1806 | 1821 | 1831 | 1836 | 1841 | 1846 | 1851 |
| ---- | ---- | ---- | ---- | ---- | ---- | ---- | ---- | ---- |
| 784  | 683  | 778  | 754  | 905  | 752  | 702  | 681  | 645  |

| 1856 | 1861 | 1866 | 1872 | 1876 | 1881 | 1886 | 1891 | 1896 |
| ---- | ---- | ---- | ---- | ---- | ---- | ---- | ---- | ---- |
| 659  | 623  | 616  | 576  | 590  | 602  | 555  | 531  | 519  |

| 1901 | 1906 | 1911 | 1921 | 1926 | 1931 | 1936 | 1946 | 1954 |
| ---- | ---- | ---- | ---- | ---- | ---- | ---- | ---- | ---- |
| 526  | 483  | 418  | 329  | 299  | 291  | 275  | 216  | 206  |

| 1962 | 1968 | 1975 | 1982 | 1990 | 1999 | 2004 | 2006 | 2009 |
| ---- | ---- | ---- | ---- | ---- | ---- | ---- | ---- | ---- |
| 174  | 179  | 165  | 217  | 202  | 244  | 258  | 278  | 262  |

| 2014 | 2019 | 2022 | - | - | - | - | - | - |
| ---- | ---- | ---- | - | - | - | - | - | - |
| 255  | 255  | 259  | - | - | - | - | - | - |

## Lieux et monuments

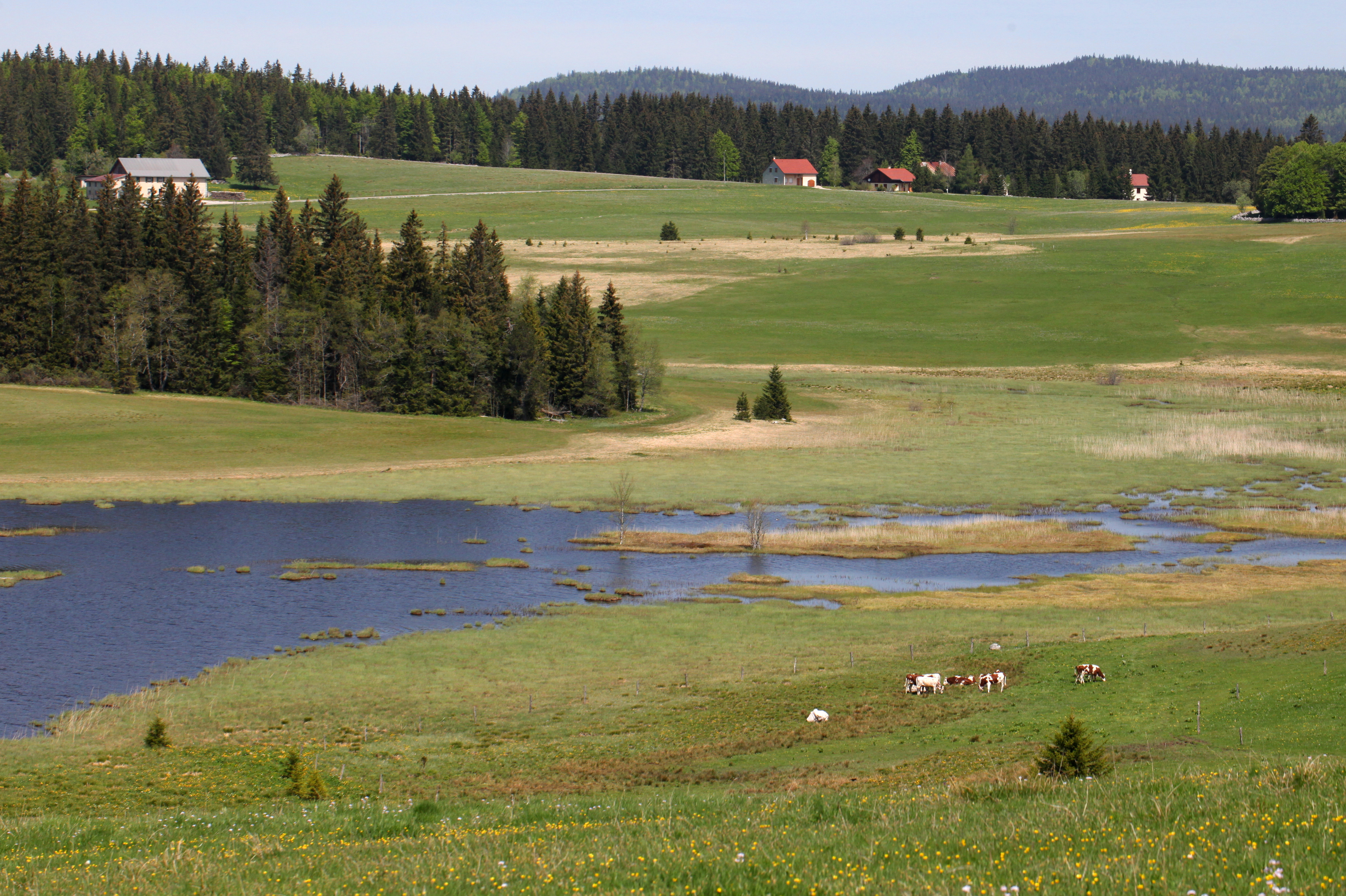
Zone humide au lac des Mortes.

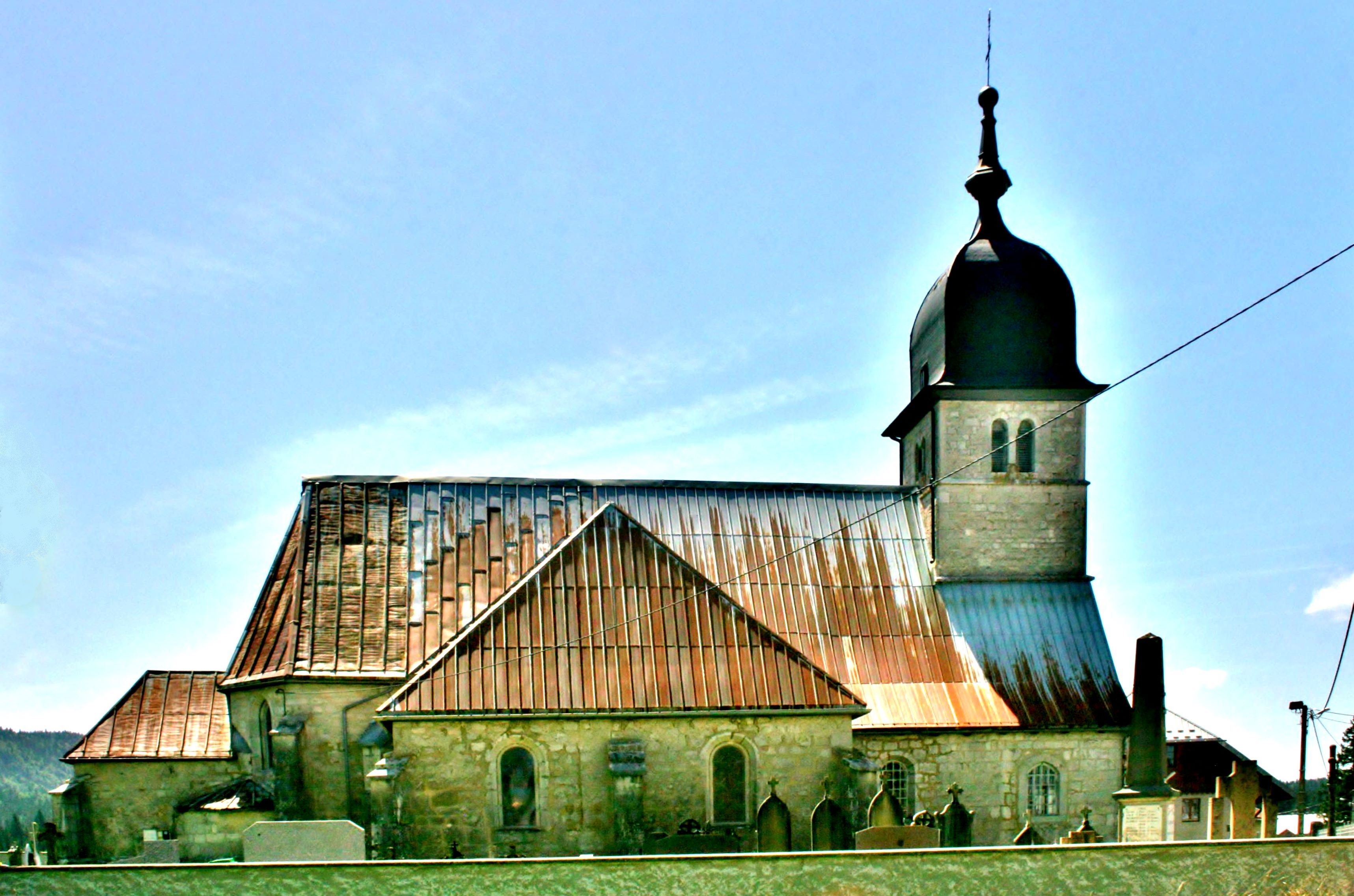
Église Saint-Jean-Baptiste.

Située entre le massif du Risoux et la forêt du Mont Noir, la commune est un point de départ pour les randonnées pédestres et celles en ski de fond.
L'Écomusée de la maison Michaud évoque la vie paysanne au cours des siècles passés et permet de découvrir l'ingéniosité des hommes qui ont su adapter leurs activités aux contraintes d'un climat rude et tirer parti des richesses de la montagne.
L'église Saint-Jean-Baptiste de Chapelle-des-Bois, construite au XVIIe siècle et agrandie au siècle suivant, et qui est inscrite à l'inventaire des monuments historiques depuis 1974. Elle a été restaurée en 1981.
Au sud-est de la commune, les lacs de Bellefontaine et des Mortes sont deux plans d'eau entourés de zones humides remarquables.

### Le cimetière des pestiférés
À environ 1 km à l'est du village, se trouve le cimetière des pestiférés, dont l'emplacement est indiqué par une croix. L'office de tourisme de la commune a joint à côté de cette croix un écriteau explicatif:
« Le cimetière du village ne fut établi qu'en 1640. Jusqu'à cette date, les morts de la paroisse étaient enterrés à Chaux-Neuve.
À une exception près, les malades morts de la peste, maladie terrible qui fit des ravages dans la région notamment pendant la guerre de dix ans (1634-1644)
Sans doute par souci d'hygiène et pour éviter de répandre les épidémies, ils étaient ensevelis près du village au bord du Grand Bief, dans la tourbière. La tourbe devait rapidement recouvrir les corps et empêcher la dispersion des "miasmes". Du moins les Chapelands du XVIIe siècle devaient le penser. On remarquera quand même que l'eau de cette tourbière, croyait-on, alimentait les voisins Fonciniers… qui durent subir la contamination.

La croix qui marque l'emplacement de ce cimetière fut, jusqu'à la Révolution, le terme d'une procession qui partait de l'église chaque 16 aout. Arrivés sur place, les fidèles y chantaient le Libera me et l'on se dispersait après la prière de l'Absoute récitée par le prêtre desservant. »

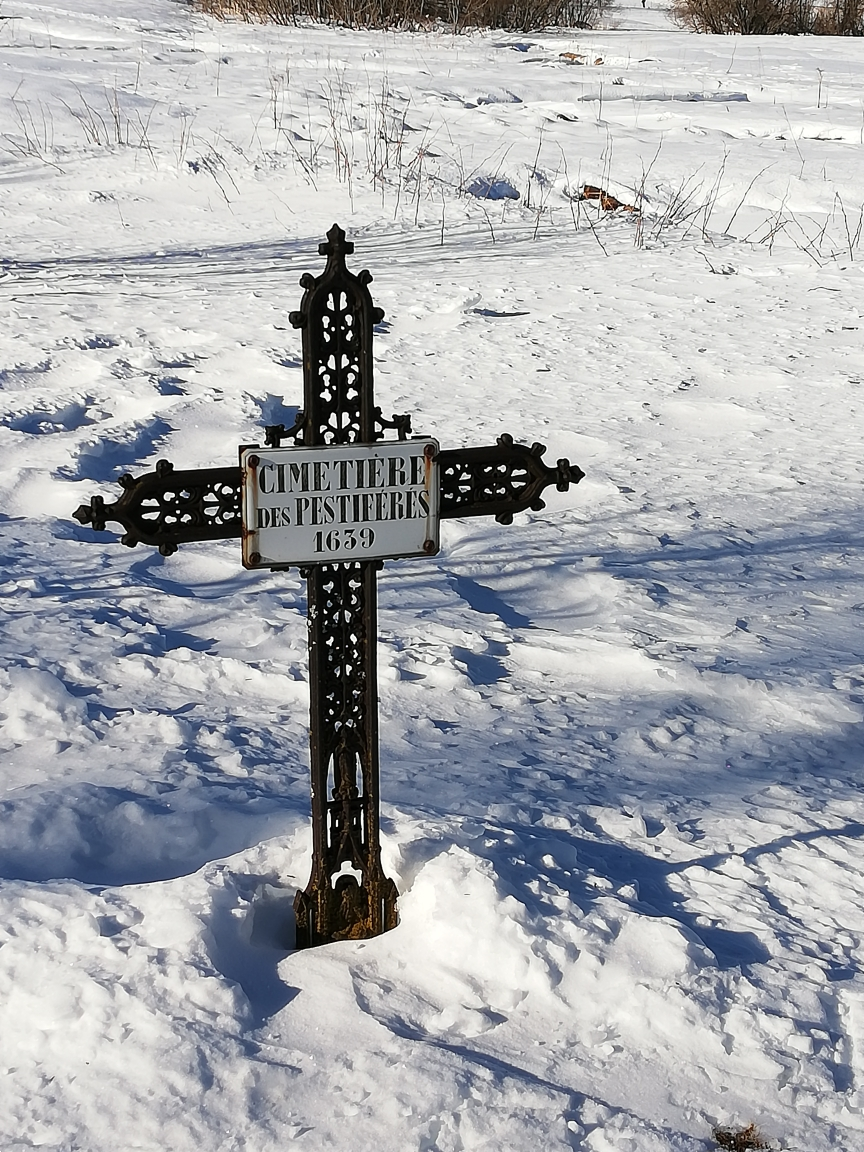
Croix indiquant l'emplacement du cimetière des pestiférés
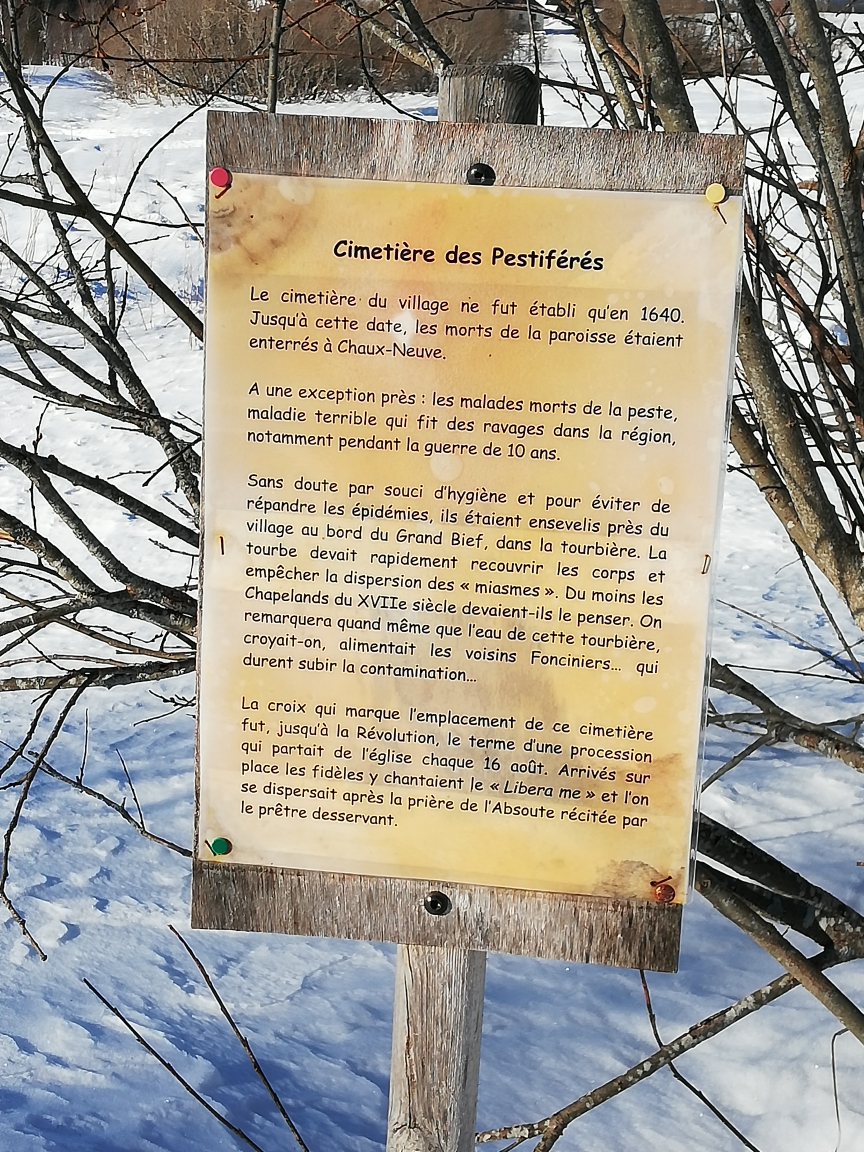
Écriteau explicatif

## Personnalités liées à la commune
- Pierre-Étienne Poux-Landry (1773-1852).
- Les Justes parmi les nations à Chapelle-des-Bois :
  - Madeleine Cordier,
  - Victoria Cordier,
  - Anne-Marie Im Hof.

## Culture
La chapelloise, danse traditionnelle originaire de Suède, tirerait son nom du village de Chapelle-des-Bois.
Le film policier La grotte aux loups, avec notamment Claude Jade, a été tourné en 1980 à Chapelle-des-Bois. Plusieurs habitants y ont joué des rôles de figurants.

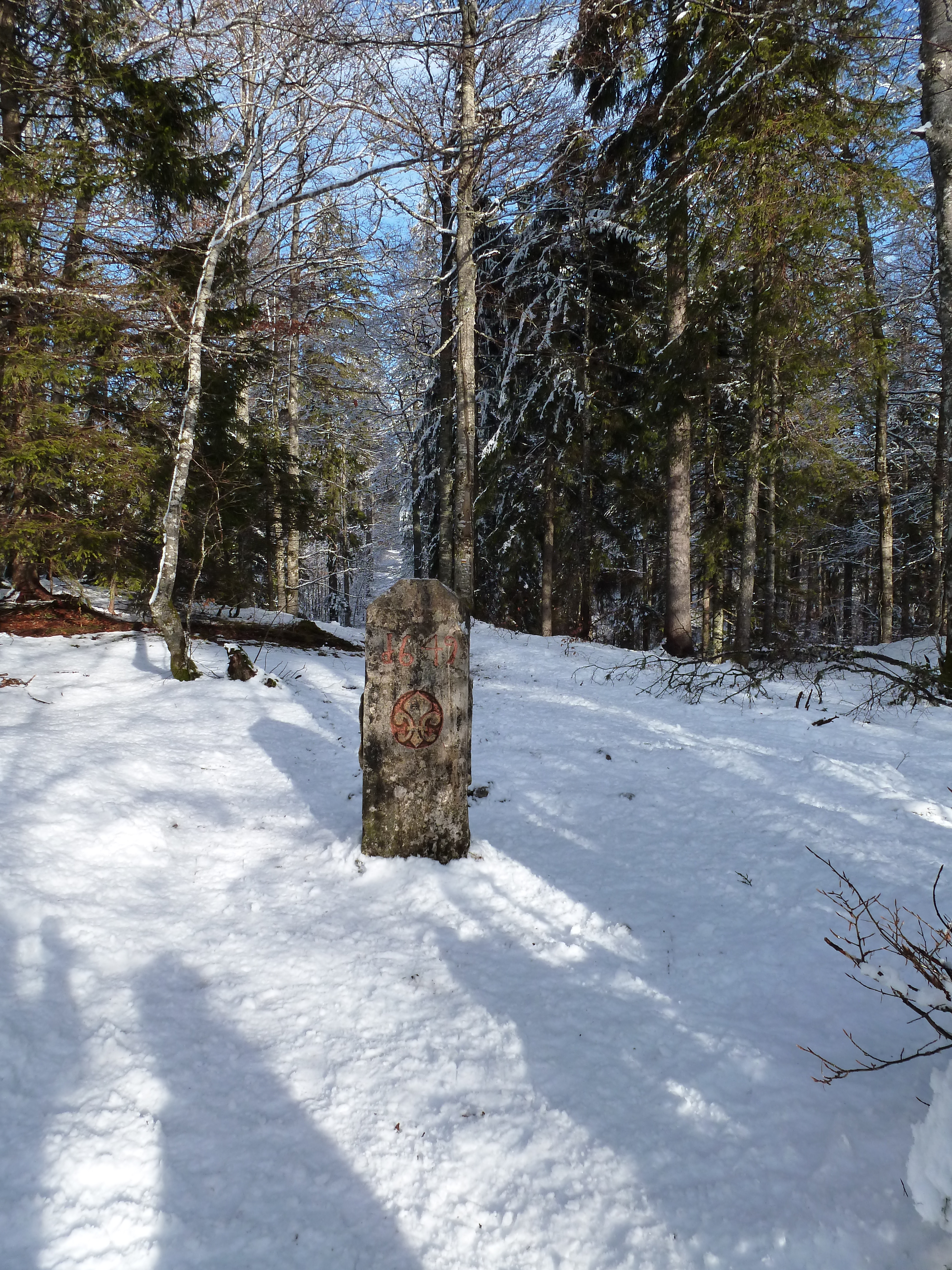
Borne frontière 186 proche de la Roche Bernard.
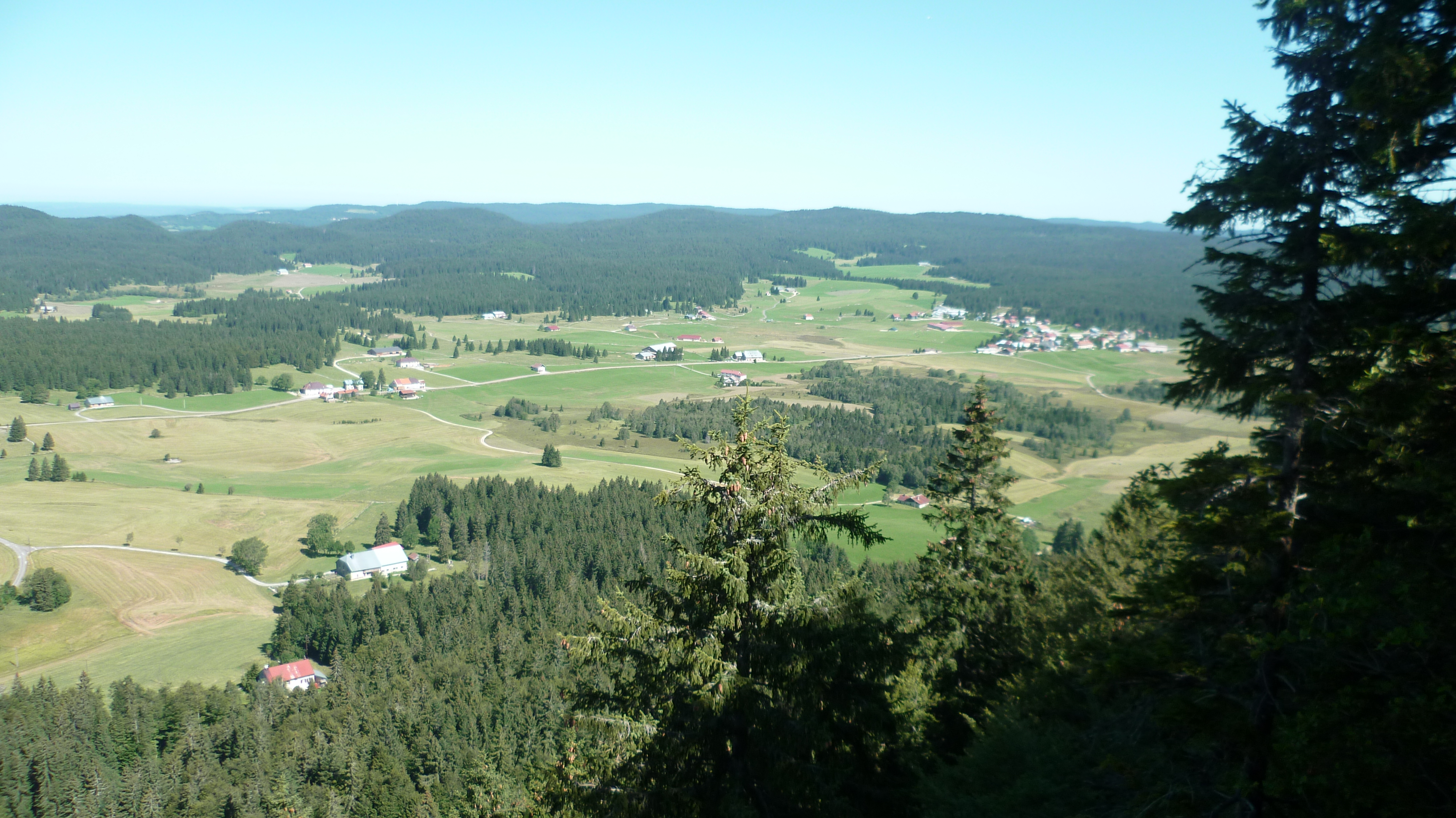
Vue depuis la crête (frontière franco-suisse).
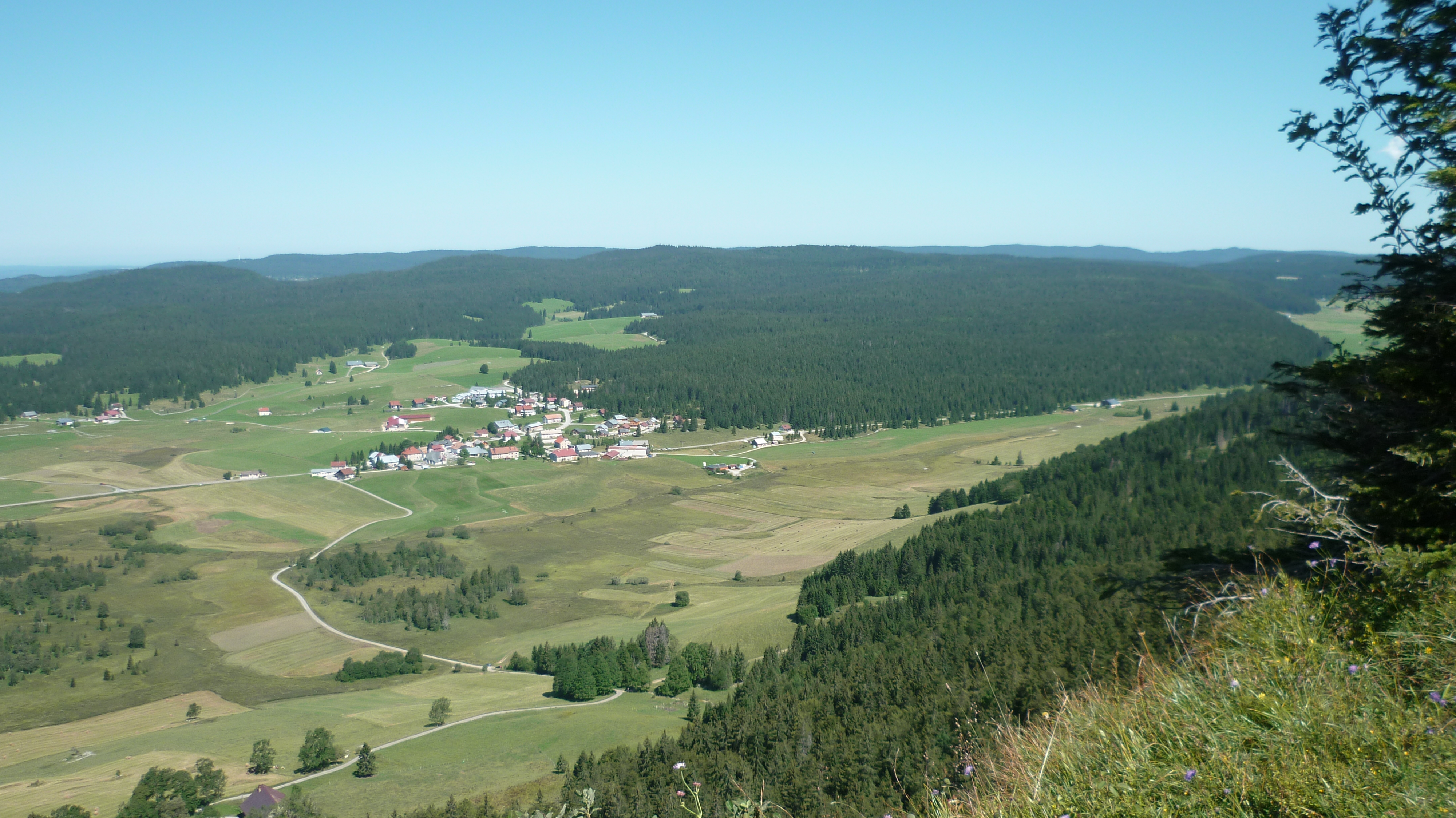
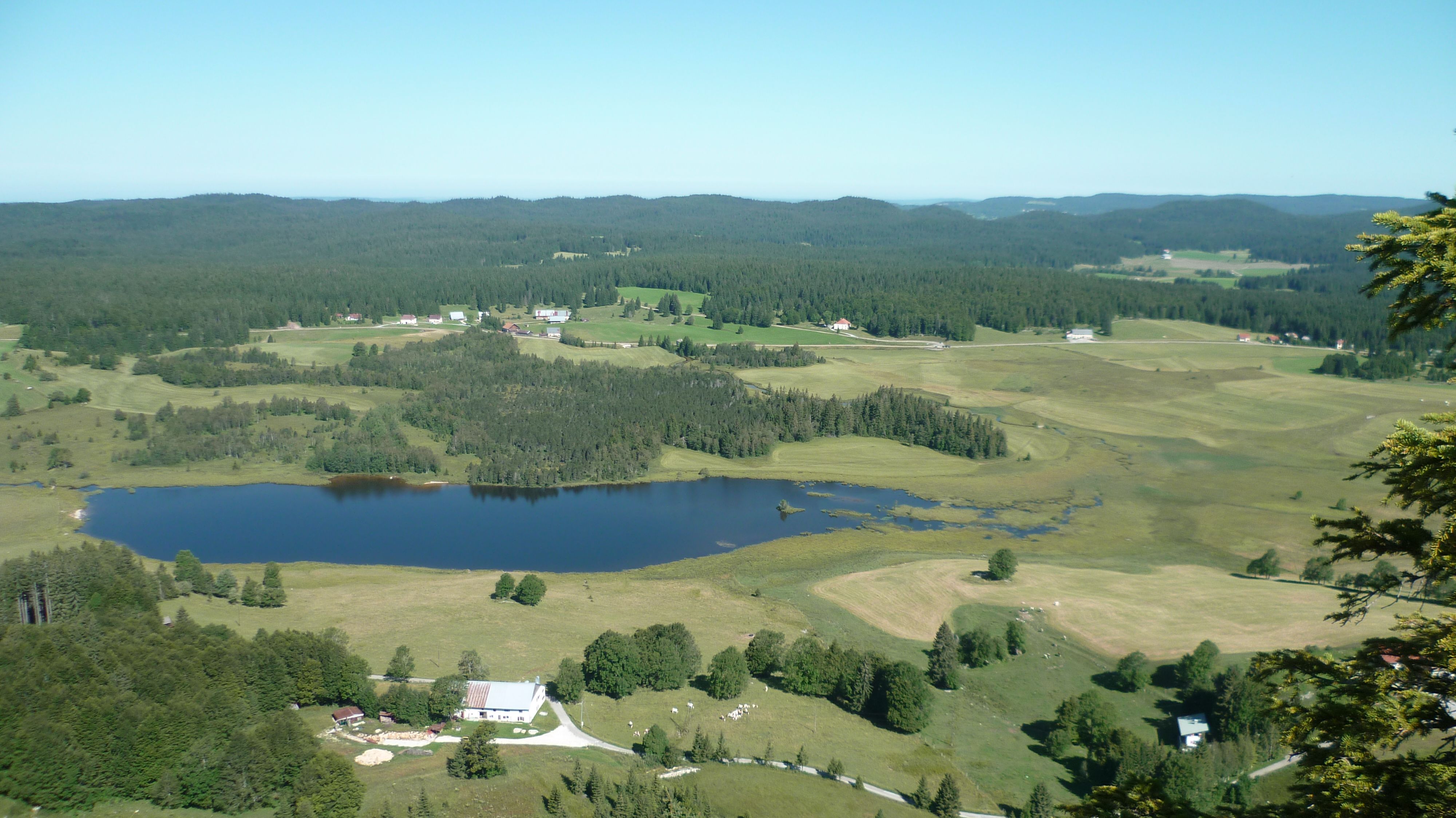
Le lac des Mortes.